# Signo de contradicción
Signo de contradicción es una doctrina católica que se refiere a personas o entidades que manifiestan santidad y al mismo tiempo, o como resultado, reciben una oposición extrema. El término se deriva de la frase bíblica «el signo contra el que se habla» que se encuentra en Lucas 2,34 y en Hechos 28,22, y que se refiere a Jesucristo y los primeros cristianos respectivamente. La palabra «contradicción» viene de las palabras latinas contra, «contra» y dicere, «hablar». 
Según la tradición católica, un signo de contradicción apunta a la presencia de Cristo o la presencia de divinidad debido a la unión de esa persona o realidad con Dios. En su libro El Signo de Contradicción, el papa Juan Pablo II dice que «el signo de contradicción» es quizás «una definición distintiva de Cristo y su Iglesia».

## Jesucristo como signo de contradicción

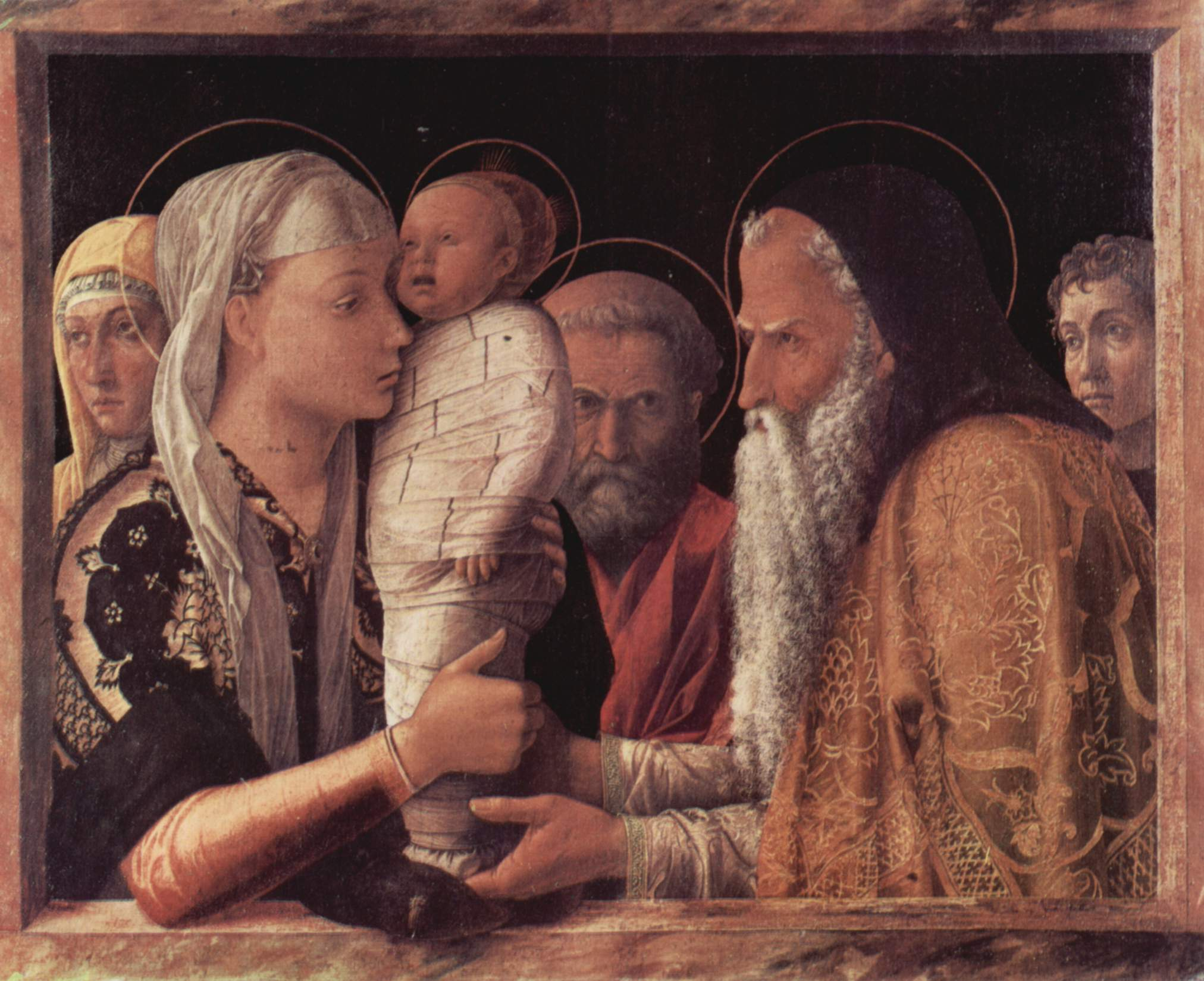
Presentación del Niño Jesús: «Mira, éste ha sido puesto para ruina y para resurrección de muchos en Israel, y para signo de contradicción —y a tu misma alma la traspasará una espada— a fin de que se descubran los pensamientos de muchos corazones» (Lc 2, 34-35). Por Andrea Mantegna.

En su intervención, Simeón dice también que María estará ligada íntimamente con el trabajo salvífico de su Hijo (Lc 2, 35). La espada indica que María tendrá una participación en los sufrimientos de su hijo. Las últimas palabras de la profecía conectan con versículo 34: la rectitud o tergiversación serán demostradas si uno acepta o rechaza a Cristo.

## La Iglesia y los cristianos como signo de contradicción
La frase bíblica de Hechos 28,22 cita a un judío de Roma con quién Pablo habla: «Mas querríamos oír de ti lo que sientes; porque de esta secta notorio nos es que en todos lugares es contradicha». 
Según teólogos y eclesiólogos católicos como Charles Journet y Kenneth D. Whitehead en One, Holy, Catholic, Apostolic (Una, Santa, Católica y Apostólica): «La Iglesia temprana era la Iglesia Católica»; la secta referida aquí por los judíos es la Iglesia temprana de cristianos. 

### Juan Pablo II
Un ejemplo contemporáneo de un signo de la contradicción es Juan Pablo II. Mons. Carlos María Franzini, obispo de Rafaela, con motivo de los 25 años del pontificado de Juan Pablo II (octubre de 2003), dijo: 
Su condición de víctima de los totalitarismos del siglo XX le habilita para una crítica libre y descarnada de lo que él mismo ha llamado el capitalismo «salvaje», que ha engendrado «abismos» de desigualdad entre los hombres y los niveles de exclusión social que hoy golpean a la humanidad. Signo de contradicción para los defensores de uno y otro sistema, no ha callado su voz firme y profética para denunciar todo aquello que en las distintas realidades del planeta impiden a los hombres vivir con dignidad.  Archivado el 24 de diciembre de 2006 en Wayback Machine.

## Los hombres como signo de contradicción

### Los pobres como signo de contradicción
Un Jesuita, Benjamín González Buelta, SJ, escribió una poema con título: Los pobres, un signo de contradicción.  (enlace roto disponible en Internet Archive; véase el historial, la primera versión y la última).

Este niño será un signo de contradicción...

porque revelará lo que hay en cada corazón..."

(Lc. 2, 34-35)
Los invitamos a nuestros comercios,

los rechazamos de nuestras mesas.

Los encerramos con alambradas en nuestras fábricas,

los alejamos con perros de nuestras casas.

Los seducimos desde la sonrisa de la publicidad,

les cerramos el rostro cuando se acercan.

Los recibimos cuando son trabajo y moneda,

los esquivamos cuando son justicia y encuentro.

Arrasamos en minutos un barrio vivo,

estudiamos la colocación de una estatua muerta.

Los congregamos con promesas cuando dan un voto,

los dispersamos con balas cuando exigen un derecho.

Los contratamos cuando son fuerza joven,

los barremos cuando son bagazos exprimidos.

Los admiramos cuando levantan nuestras mansiones,

los separamos con las mismas paredes que construyeron.

Les damos limosnas cuando son niños y débiles,

les aplicamos cárcel y sospechas cuando son dignos y fuertes.

Exaltamos en libros y sermones su bienaventuranza,

su cercanía no mide el sentido de la vida nuestra.

Jesús,

te acogemos cuando eres bondad y perdón,

te excluimos cuando eres denuncia y justicia.

Como todo pobre de nuestros caminos

eres un signo de contradicción.

### El embrión como signo de contradicción
Dice Mons. Elio Sgreccia, Vicepresidente de la Pontificia Academia para la Vida:

Basta consultar la Banca de datos de la literatura médica y bioética. En el estatuto del embrión y del feto en los años 70-74 existían poco menos de 500 voces de literatura biomédica y 27 en tema de literatura filosófico-teológica; en el cuadrienio 90-94 contamos ya con aproximadamente 4200 voces de naturaleza biomédica y 242 en el campo filosófico-teológico. Deseo subrayar el texto de un Padre de la Iglesia, Tertuliano: "Homo est qui venturus est". Y también aquel texto más conocido de la Instrucción Donum Vitae, tomado por la Encíclica: "Desde el momento en que el óvulo es fecundado, se inaugura una nueva vida que no es la del padre ni de la madre, sino la de un nuevo ser humano que se desarrolla por sí mismo. Jamás llegará a ser humano si no lo ha sido desde entonces.